# 许宁生
许宁生（1957年7月—），男，原籍广东澄海，生于广东普宁，中国真空微纳电子学家，中国科学院院士，曾任中山大学校长、复旦大学校长。

## 生平
1982年毕业于中山大学物理系。1986年获英国阿斯顿大学博士学位。
1996年回国。1999年任中山大学物理科学与工程技术学院院长。2009年当选中国科学院院士。2010年接替黄达人教授成为中山大学校长。2014年10月接替杨玉良成为复旦大学校长。2018年2月24日，当选为第十三届全国人大代表。2021年11月8日，卸任复旦大学校长职务。